# Castelo de Fadrell

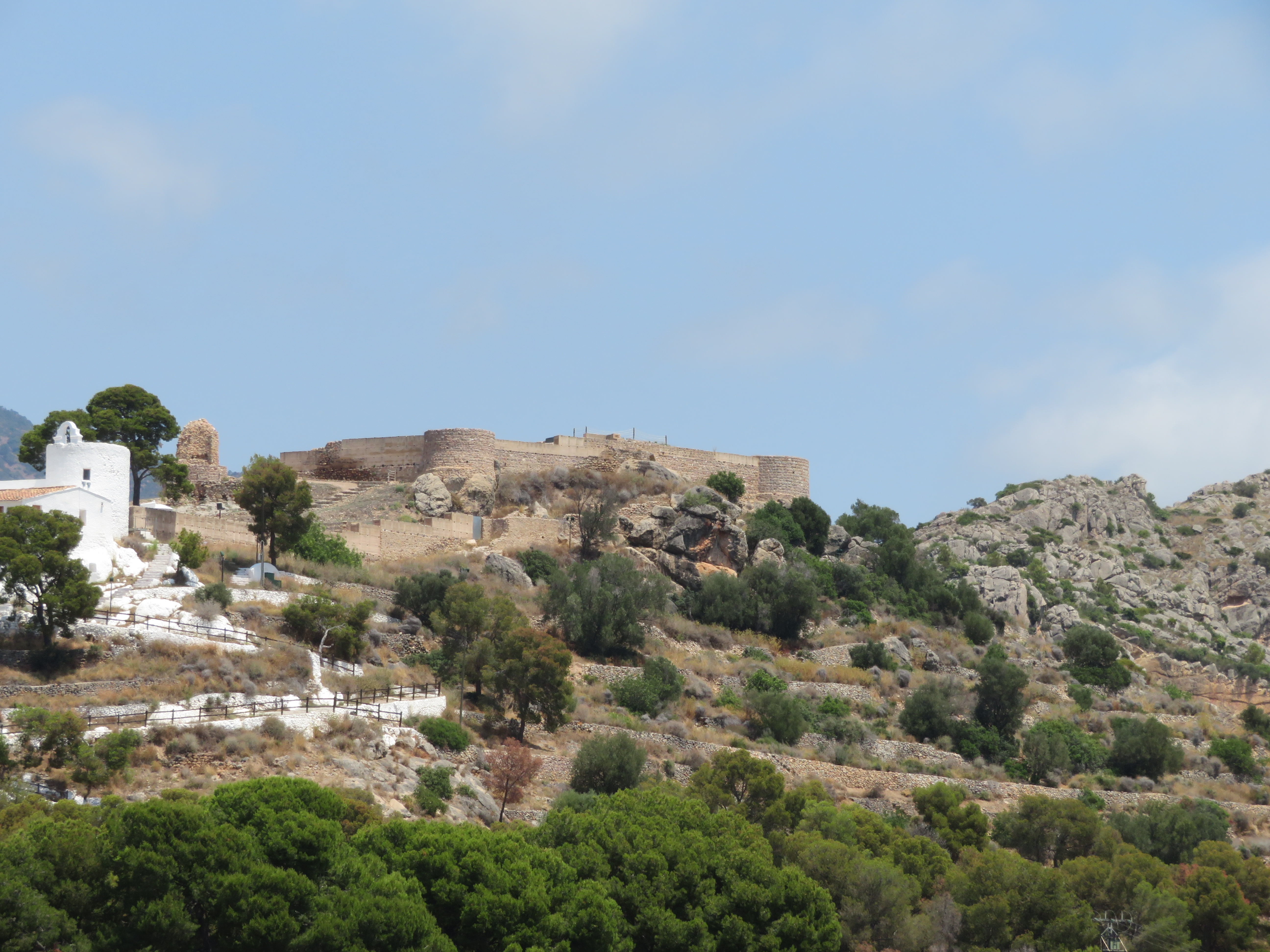
Castelo de Fadrell

O Castelo de Fadrell, também chamado de Castelo Vell, Castelo da Madalena, Castelo dos Mouros ou Castelo de Sas, localiza-se no município de Castellón de la Plana, na província de Castellón, na comunidade autónoma da Comunidade Valenciana, na Espanha.

## História
Trata-se de um castelo de origem muçulmana, erguido entre o século XI e o século XIII.

## Características
O castelo apresenta planta com formato irregular orgânico, onde se definem quatro recintos escalonados. Na parte mais elevada, destaca-se a alcáçova, dominada por três torres de planta semicircular, onde se conservam alguns troços de muralhas e as cisternas.
O recinto intermediário, o Albacar, que contém o anterior, conta com outras três torres e nele se ergue a ermida da Madalena.